# Max et Emmy : Mission Pâques
Série
L'École des lapins
(2017)
Pour plus de détails, voir Fiche technique et Distribution.
Max et Emmy : Mission Pâques (Die Häschenschule 2: Der große Eierklau) est un film d'animation cinéma allemand réalisé par Ute von Münchow-Pohl et sorti en 2022.

## Fiche technique
- Titre original : Die Härschenschule 2 - Der große Eierklau
- Réalisation : Ute von Münchow-Pohl
- Scénario : Katja Grübel et Dagmar Rehbinder
- Musique : Alex Komlew
- Animation : Toby Schwarz
- Direction artistique : Anne Hofmann et Heiko Lueg
- Montage :
- Producteur : Dirk Beinhold
  - Producteur délégué : Imke Fehrmann et Valentin Greulich
  - Coproducteur : Dunja Bernatzky, Sebastian Runschke et Christoph Staber
- Sociétés de production : Akkord Film Produktion
- Société de distribution : KMBO
- Pays :  Allemagne
- Langue originale : allemand
- Format : couleur — 2,35:1
- Genre : Animation
- Durée : 76 minutes
- Dates de sortie :
  - Allemagne :
    - 13 mars 2022 (Hambourg)
    - 17 mars 2022 (en salles)

  - France : 13 avril 2022

## Distribution

### Voix originales
- Noah Levi : Max
- Senta Berger : Mme Hermine
- Friedrich von Thun : Eitelfritz
- Katharina Straßer : Gudrun
- Jule Böwe : Ruth
- Sebastian Fitzner : Leo
- Elise Eikermann : Emmi
- Tim Kreuer : Ferdinand
- Erik Stappenbeck : Ron
- Monty Arnold : Bruno
- Lee Kaiser